# 姫路市立あかつき中学校
姫路市立あかつき中学校（ひめじしりつあかつきちゅうがっこう）は、兵庫県姫路市市之郷町にある公立中学校である。

## 概要
兵庫県で4校目の夜間中学校であり、姫路市立東小学校に併設している。兵庫県内の他の夜間中学校と異なり、単独校として開校した。
夜間中学校であることから、昼間に授業を行う一般の中学校と異なり、授業時間が夜間である、外国籍の生徒などに対し必要に応じて日本語支援を行う、状況により最長6年在籍できる、学力等の状況により2年あるいは3年生から始めることが可能である。教科は、他の公立中学校と同じく、国語、社会、数学、理科、英語、音楽、美術、保健体育、技術・家庭など履修する。すべての課程を修了すれば、中学校の卒業資格が得られる。なお、授業料は無償である。

## 沿革
- 2021年
  - 6月11日 - 姫路市市議会にて姫路教育委員会が2023年4月に市立の夜間中学校の開校を目指す方針を表明する[3]。
  - 12月9日 - 姫路市教育委員会により市立夜間中学の基本計画案を明らかにする[4]。
- 2022年2月18日 - 校名を「あかつき中学校」に決定する[5]。
- 2023年4月1日 - 開校[6]
- 2024年3月8日 - 初めての卒業式が敢行される[7]

## 学校教育目標
「学ぶ喜び」
つなぐ・つむぐ・しんじる

## 象徴

### 校歌
- 作詞・作曲：さとう宗幸[8]
- 編曲：榊原光裕[8]
- ト長調[8]

### 校章
兵庫県立姫路工業高等学校デザイン科の生徒により作成された。

## 学校行事
| - 4月 始業式・入学式 - 5月 - 6月 | - 7月 - 8月 - 9月 | - 10月 - 11月 - 12月 | - 1月 - 2月 - 3月 終業式・卒業式 |

## 交通
- JR西日本神戸線東姫路駅から北へ徒歩5分

## 入学対象者
入学を希望する年の4月2日時点で15歳以上で、以下の事情がある者（外国籍の者、姫路市外の者も対象）
- さまざまな理由により、義務教育を修了できなかった者
- 不登校や病気等により、ほとんど学校に通えなかった者